# باشگاه فوتبال پوئبلا
باشگاه فوتبال پوئبلا یک باشگاه فوتبال مکزیکی است که در پوئبلا، مکزیک مستقر است و در لیگ برتر مکزیک بازی می‌کند.

## افتخارات

### داخلی
- لیگ دسته برتر فوتبال مکزیک: ۲ قهرمانی، ۲ نایب قهرمانی
- لیگ آسنسو: ۲ قهرمانی، ۱ نایب قهرمانی
- کوپا مکزیک: ۵ قهرمانی، ۲ نایب قهرمانی
- سوپر جام مکزیک: ۱ قهرمانی
- جام کمپئونز: ۱ قهرمانی، ۳ نایب قهرمانی

### بین‌المللی
- جام قهرمانان کونکاکاف: ۱ قهرمانی
- کوپا اینترامریکانا: ۱ نایب قهرمانی